# أنتونيس أنتونيدس
أنتونيس أنتونيدس (باليونانية: Αντώνης Αντωνιάδης) مواليد 25 مايو 1946 في اليونان، هو لاعب كرة قدم يوناني كان يلعب كمهاجم. هو واحد من الهدافين التاريخيين في دوري السوبر اليوناني. امتد مسيرته الاحترافية 22 سنة سجل فيها 187. لعب مع منتخب اليونان لكرة القدم بين سنوات 1970-1977 حيث شارك في 21 مباراة سجل فيها 6 أهداف.

## المسيرة الاحترافية

### أندية لعب لها
- باناثينايكوس [3]
- نادي أولمبياكوس

## روابط خارجية
- أنتونيس أنتونيدس على موقع الاتحاد الأوربي (الإنجليزية)
- أنتونيس أنتونيدس على موقع الاتحاد الأوربي (الإنجليزية)
- أنتونيس أنتونيدس على موقع قاعدة بيانات كرة القدم.إي يو (الإنجليزية)
- أنتونيس أنتونيدس على موقع ناشيونال فوتبول تيمز (الإنجليزية)
- أنتونيس أنتونيدس على موقع عالم كرة القدم.نت (الإنجليزية)